# Гласс, Роберт
Роберт Л. Гласс (англ. Robert L. (Bob) Glass, род.1932) — американский инженер-программист, известный своими работами по программной инженерии, главным образом по измерению качества разработки программного обеспечения и искусству изучения программной инженерии.

## Биография
Роберт Гласс начал работать в программной инженерии с 1954 года. С 1954 по 1957 годы был сотрудником North American Aviation, с 1957 по 1965 — Aerojet и с 1965 по 1982 годы — компании Boeing, где разработал ряд пакетов прикладных программ.
С 1970 по 1972 годы Гласс работал по гранту Вашингтонского университета, с 1982 по 1987 годы преподавал аспирантскую программу Software Engineering в университете Сиэтла, а затем провёл год в Институте программной инженерии в Питтсбурге. В начале 2000-х он был приглашённым профессором в Линчёпингском университете в Швеции и в Университете Гриффит (англ.) в Квинсленде, Австралия. Линчёпингский университет присвоил ему почётную степень доктора философии в 1995 году.
Роберт Гласс является почётным главным редактором Journal of Systems and Software, а также ведёт постоянные рубрики в журналах Communications of the ACM и IEEE Software. В 1999 году Гласс был избран членом совета Ассоциации вычислительной техники — старейшей и наиболее крупной международной организации в компьютерной области. Под псевдонимом Майлс Бенсон (Miles Benson) в 1970-х годах Гласс регулярно публиковал описания неудачных компьютерных проектов в журнале Computerworld.
После 45 лет работы в компьютерной области Гласс характеризовал себя так: «моя голова находится в области академических исследований, но моё сердце — в её практике». В своей статье 2000 года в IEEE Software Гласс подверг критике программное обеспечение с открытым исходным кодом, прогнозируя, что оно не получит большого развития, а «будет ограничено одним или несколькими культами, исходящими из нишевой культуры». Гласс отмечал также, что открытое программное обеспечение «идёт вразрез со всем тем, что я знаю о сфере программного обеспечения».